# Marietta Robusti

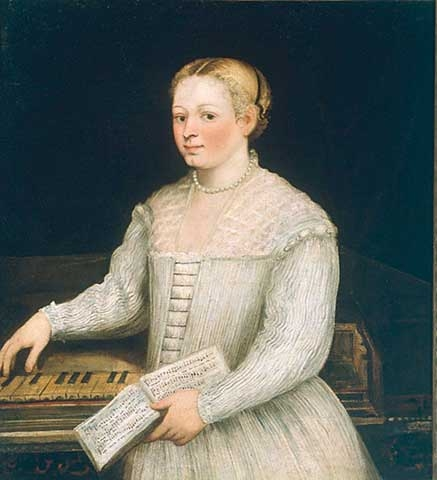
Mogelijk zelfportret aan het spinet, ca. 1580 (Galleria degli Uffizi, Florence)

Maria of Marietta Robusti, bijgenaamd La Tintoretta (Venetië, ca. 1554/55 – aldaar, 1590) was een Italiaans schilder van vooral portretten. Haar oeuvre bestaat uit een beperkt aantal tentatieve toeschrijvingen. Net als haar vader Tintoretto behoorde ze tot de Venetiaanse renaissance.

## Leven
Marietta Robusti was de oudste dochter van de schilder Jacopo Robusti alias Tintoretto. Ze was een buitenhuwelijks kind uit een relatie met een onbekende Duitse vrouw. Haar biografen spreken elkaar tegen over het geboortejaar, 1555 en 1560 zijn mogelijk. Door Tintoretto's huwelijk met Faustina Episcopi kreeg ze minstens acht jongere halfbroers en -zussen, onder wie de schilders Domenico Tintoretto en Marco Tintoretto.
Robusti was de trots van haar vader. Hij verzorgde persoonlijk haar opvoeding en leerde haar schilderen en tekenen. Ze moet zich zeer getalenteerd hebben getoond, want haar vaardigheden werden al vroeg geprezen. Een blik hierop biedt de buste van Vitellius die ze rond 1565 tekende in krijt. De toeschrijving berust op de inscriptie, klaarblijkelijk aangebracht door haar vader: "Dit hoofd is van de hand van mevrouw Marietta" (Questa testa si è di man de madonna Marieta).
Bij wijze van opleiding liet hij haar naar zijn werk kijken en nam hij haar mee tijdens openbare opdrachten. Ze ging dan in jongenskleren, omdat ze als meisje niet overal toegang zou hebben gehad. Van Robusti wordt gezegd dat ze een goed begrip had en snel leerde. Het duurde niet lang voor ze bijdroeg aan het werk van de meester, waarbij haar lijn niet te onderscheiden zou zijn geweest van de zijne. Al in 1567/68, op veertienjarige leeftijd, zou ze de bekende geleerde en kunsthandelaar Jacopo Strada hebben geportretteerd. 
Parallel aan haar schilder- en tekenopleiding liet Jacopo Tintoretto zijn dochter Marietta muziekonderricht geven door Giulio Zacchino. Ze leerde zang, luit en spinet. Hierdoor werd ze vergeleken met andere muzikale schilders of dichters, zoals Gaspara Stampa, Lavinia Fontana of Irene di Spilimbergo. Om de zitters te ontspannen zou Marietta tijdens het portretteren hebben gezongen.
Onder de Venetiaanse adel werd het mode hun portret door La Tintoretta te laten maken. Haar roem verspreidde zich tot ver buiten de stadsgrenzen. Keizer Maximiliaan II, koning Filips II van Spanje en aartshertog Ferdinand nodigden haar uit hun portret te schilderen, maar haar vader had haar nodig en verbood haar zijn huis te verlaten. Later liet hij haar trouwen met de goudsmid Marco Augusta (volgens andere bronnen: Jacopo d'Augusta). Volgens Joachim von Sandrart en de 17e-eeuwse Genealogia van de familie Tintoretto moet hij een Duitser zijn geweest, vermoedelijk uit Augsburg. Het echtpaar ging wonen in de Contrada di S. Stin (S. Stefano), in de wijk San Polo. Ze kregen een dochter, Orsola Benvenuta, die op 9 april 1580 werd gedoopt.
Tegen 1590 stierf Robusti plots op ongeveer 35-jarige leeftijd. De doodsoorzaak is niet bekend, maar er kan gespeculeerd worden dat ze in het kraambed is overleden. Haar dood trof haar vader zo hard dat hij zich er nooit meer van herstelde. Ze werd bijgezet in het graf van Marco Episcopi (Tintoretto's schoonvader) in de Madonna dell'Orto, waar later ook haar vader en broer Domenico zijn begraven.

## Werk

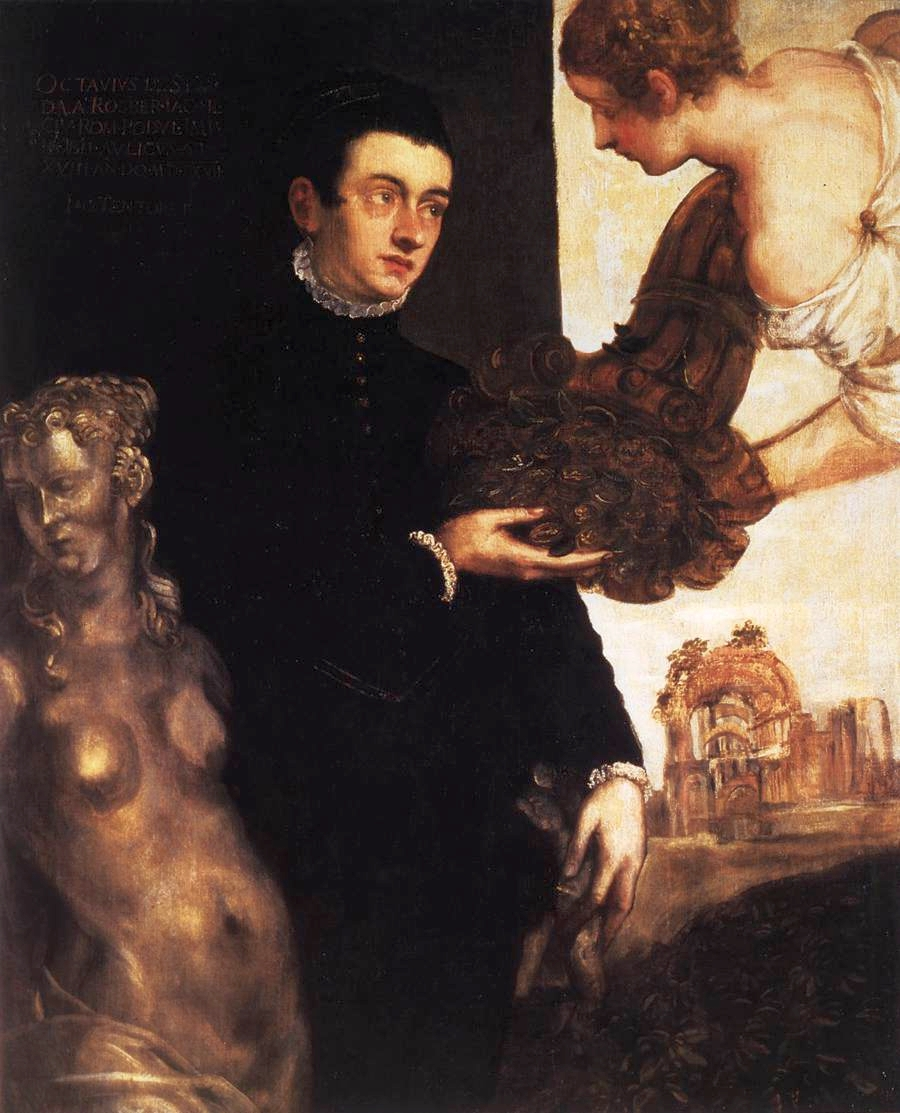
Tintoretta (?): Portret van Ottavio Strada, ca. 1567, Stedelijk Museum, Amsterdam

Slechts één werk kan met enige zekerheid aan Marietta Robusti worden toegeschreven, de jeugdige tekening van Vitellius. Daarnaast zijn er verschillende tentatieve attributies naar voren geschoven. Het Portret van een man met jongen in het Kunsthistorisches Museum van Wenen werd tot 1920 als een werk van Jacopo Tintoretto beschouwd, maar wordt steeds meer aan zijn dochter toegewezen. Hetzelfde geldt voor het Portret van een dame met een hond, waarvan eerst El Greco als auteur was weerhouden. Roland Krichel schreef haar in 2000 het Portret van Ottavio Strada in het Stedelijk Museum van Amsterdam toe. Het Portret van een vrouw aan een spinet wordt door de Uffizi als een zelfportret beschouwd, al is de kwaliteit ervan volgens sommigen niet voldoende om tot de hoge Venetiaanse stijl te kunnen behoren. Het Museo del Prado claimt drie van haar portretschilderijen te bezitten, en ook de Galleria Borghese en het Museum Wiesbaden schrijven een werk uit hun collectie aan haar toe.

## Weerklank
Marietta Robusta, vulgo Tintoretta werd door haar Venetiaanse tijdgenoot, de dichter Moderata Fonte (1555-1592), opgenomen in haar boek De verdienste van de vrouwen. Ze werd erin getypeerd als een "buitengewoon getalenteerde" schilder. 
Haar korte leven, en vooral het verhaal rond haar dood, inspireerde verschillende 19e-eeuwse schilders en dichters. Léon Cogniet schilderde in 1843 Tintoretto die zijn dode dochter schildert. Victor Fournel maakte hiervan in 1884 een wijdverbreide houtgravure. In 1845 ging in Milaan het toneelstuk Tintoretto en zijn dochter van de schilder Luigi Marta in première. Rond 1856/57 werd Edgar Degas geïnspireerd door Cogniets schilderij om zijn eigen studie over hetzelfde onderwerp uit te voeren. In 1859 publiceerde Giuseppe Sacchis het verhaal De dochter van Tintoretto. Van Melania G. Mazzucco verscheen in 2008 de roman La lunga attesa dell'angelo . 

## Voetnoten
1. 1 2  Rebecca Ann Hughes, The lost paintings of Marietta Robusti are a maddening Renaissance mystery in: Apollo, 28 april 2021. Gearchiveerd op 28 maart 2023.

- Gemeinsame Normdatei: 122748298
- International Standard Name Identifier: 0000 0003 9923 5127
- Library of Congress Control Number: no2009111244
- Réseau des bibliothèques de Suisse occidentale: 02-A010158741
- RKD-Nederlands Instituut voor Kunstgeschiedenis: 77611
- Union List of Artist Names: 500024580
- Virtual International Authority File: 91172266
- WorldCat: E39PCjDyr3XPkbtVkkbwcKQVkC